# Intelsat 503
O Intelsat 503 (anteriormente denominado de Intelsat V F-3) foi um satélite de comunicação geoestacionário construído pela Ford Aerospace, ele era de propriedade da Intelsat, empresa atualmente sediada em Luxemburgo. O satélite foi baseado na plataforma Intelsat-5 bus e sua vida útil estimada era de 7 anos. O mesmo saiu de serviço em janeiro de 1998.

## História
Intelsat V F-3 era parte de uma série avançada de satélites projetados para fornecer maior capacidade de telecomunicações para a rede global da Intelsat. O satélite foi desativado em meados de janeiro de 1998.

## Lançamento
O satélite foi lançado com sucesso ao espaço no dia 15 de dezembro de 1981, às 23:35 UTC, por meio de um veículo Atlas SLV-3D Centaur-D1AR a partir da Estação da Força Aérea de Cabo Canaveral, na Flórida, EUA. Ele tinha uma massa de lançamento de 1.928 kg.

## Capacidade
O Intelsat 503 era equipado com 21 transponders de banda C e 4 de banda Ku para 12.000 circuitos de áudio e 2 canais de TV.